# 伊朗公共安全警察局

伊朗公共安全警察局的徽章

伊朗公共安全警察局是伊朗的国内安全机构和执法机构。  伊朗公共安全警察局下属多个分支机构，其中就包括情报部门、移民事务办公室、公共设施警察部門以及道德警察部門。 其位於德黑蘭的总部于2025年6月被以色列摧毁。